# Bertil Guve
Bertil Guve (* 9. září 1970) je švédský inženýr a bývalý dětský herec. V dětství se úspěšně zúčastnil konkurzu na televizní film švédského režiséra Lasseho Hallströma Kom igen, nu'rå!. O rok později, ve dvanácti letech, dostal jednu z hlavních rolí ve filmu Ingmara Bergmana Fanny a Alexandr (Fanny och Alexander). Jeho poslední role představovala jediný záběr v komorním snímku Po zkoušce (Efter repetitionen) od téhož režiséra.
Guve poté vystudoval běžnou vysokou školu a dosáhl doktorátu v oboru průmyslového managementu na Královském technickém institutu.

## Filmografie
- Efter repetitionen (1984)
- Fanny och Alexander (1982)
- Kom igen, nu'rå! (1981)